# Pfarrkirche Sarasdorf

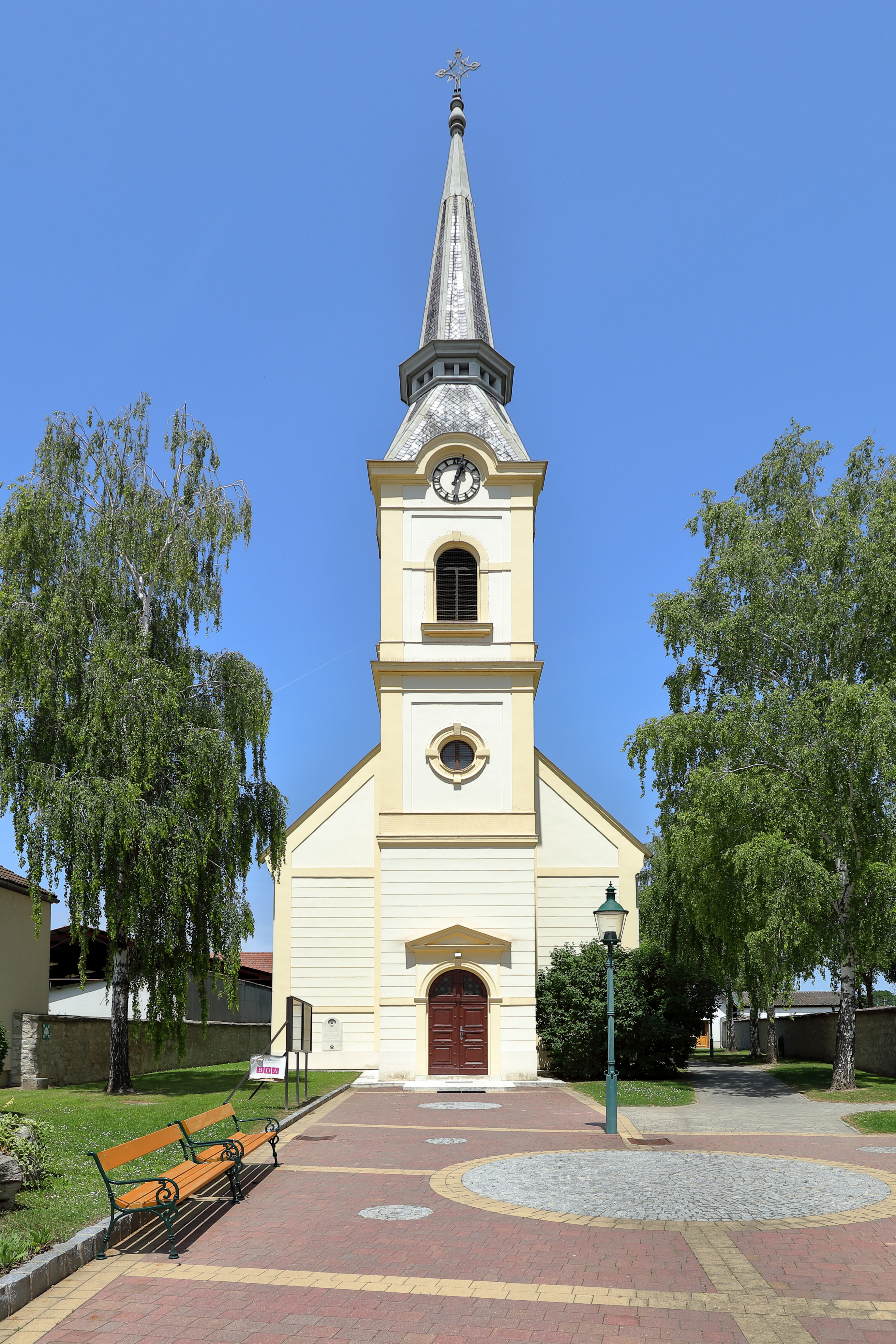
Röm.-kath. Pfarrkirche hl. Ulrich in Sarasdorf

Die Pfarrkirche Sarasdorf steht von der Straße zurückgesetzt im Ort Sarasdorf in der Marktgemeinde Trautmannsdorf an der Leitha im Bezirk Bruck an der Leitha in Niederösterreich. Die dem Patrozinium Ulrich von Augsburg unterstellte römisch-katholische Pfarrkirche gehört zum Dekanat Bruck an der Leitha im Vikariat Unter dem Wienerwald der Erzdiözese Wien. Die Kirche steht unter Denkmalschutz (Listeneintrag).

## Geschichte
Eine mittelalterliche Kapelle wurde wohl 1529 zerstört. Um 1700 wurde eine Kapelle mit einem Westturm erbaut. 1784 entstand eine eigene Pfarre, die Kirche wurde 1790 geweiht. 1880 wurde der Turm errichtet. 1957/1961 war eine Renovierung.

## Architektur
Die josephinische Saalkirche mit einem eingezogenen Chor mit einem geraden Schluss ist teils von einer Bruchsteinmauer umgeben.
Das Kirchenäußere zeigt ein Langhaus mit Rundbogenfenstern und mit einer Putzrahmengliederung aus dem Ende des 18. Jahrhunderts. Der Chor hat Lünettenfenster. Die Südfassade und das Turmerdgeschoß sind gebändert. Der dreigeschoßige Turm hat Rundbogenfenster und rundbogige Schallfenster und Uhrengiebel und trägt einen Spitzhelm. Ostseitig ist eine Sakristei angebaut. Das übergiebelte Portal hat kassettierte Oberlichtflügel. Es gibt einen Priestergrabstein 1811. Nördlich der Kirche befindet sich ein Schmiedeeisentor aus dem Ende des 18. Jahrhunderts aus dem ehemaligen Friedhof.
Das Kircheninnere zeigt einen Saalraum und einen Chor unter einer 1967 erneuerten Holzdecke. Die Orgelempore ist tief und hat eine seitlich geschwungene kassettierte Brüstung.

## Ausstattung
Der Hochaltar ist ein klassizistischer Marmoraltar entstand nach einem Entwurf von Johann Ferdinand Hetzendorf von Hohenberg für die Wiener Augustinerkirche, der Altar wurde 1784 geweiht. Am 24. April 1854 hat Franz Joseph I. Elisabeth von Österreich-Ungarn vor diesem Altar geheiratet. 1875 wurde der Altar aus der Wiener Augustinerkirche hierher übertragen. Der Altar hat jeweils vier Freisäulen über einem hohen Unterbau, mittig ist ein Strahlenkranz, seitlich befinden sich auf Volutenbögen kniende Engelstatuen von Franz Anton Zauner, über dem Auszug befindet sich das Relief Lamm Gottes.
Die Orgel baute Joseph Loyp 1849. Eine Glocke nennt Jacob de Romet 1699.